# Rafael Asca
Rafael Asca Palomino (Lima, 24 de octubre de 1924-8 de octubre de 2017) fue un futbolista y entrenador peruano a mediados del siglo XX, se desempeñaba como portero. Jugó por Sport Boys, Sporting Tabaco y Sporting Cristal de la Primera División del Perú. A nivel internacional representó a la Selección Peruana.
Asca llegó a ser considerado uno de los mejores arqueros de su época; es referido muchas veces como el último representante del período de grandes porteros peruanos que comenzara con Jorge Pardón, siguiendo la nómina descollante: Juan Valdivieso, José Soriano y Juan Honores, que popularizaron la frase: "Perú, tierra de arqueros".

## Trayectoria
Nació en el barrio de Magdalena del Mar y durante su infancia vivió en San Luis de Cañete. Se inició en San Lorenzo de Almagro del Callao, luego atajó en Sport Boys hasta la obtención del título de 1951, el primero del fútbol profesional, aunque en esa campaña fue suplente del 'Congo' Clemente Velásquez. Al año siguiente pasó a Sporting Tabaco, y allí permaneció después del cambio nominal del club a Sporting Cristal. 
No fue solamente un extraordinario portero, es un hombre singular, fue un maestro de pórtico, cuantos alumnos se forjaron con solo verlo y cuantos se beneficiaron cuando recogieron sus enseñanzas, era muy seguro, una buena vista, valiente como debe ser, tenía todas las facetas de un portero moderno adelantado al tiempo, jugaba con el delantero y propiciaba una jugada de gol. Atrapaba la pelota atenazándola, sin que se le escape por nada.
Se identificó mucho con el cuadro rimense: ganó dos títulos más en 1956 y 1961 y allí potenció sus felinos reflejos hasta su retiro en 1962, en 1963 tapó dos amistosos y dejó la Profesional.
Luego de su retiro fue Preparador de Arqueros del cuadro rimense, asimismo fue DT. del equipo juvenil en 1967.

## Selección Peruana
Fue internacional con la Selección de fútbol del Perú en 21 partidos desde 1947 hasta 1959.
Fue el primer Preparador de Arqueros de la Selección Peruana que participaron en el Mundial de Argentina 1978, en las Eliminatorias de España 1982 y en las Eliminatorias de México 1986.

### Participaciones en Copa América
| Torneo                       | Sede      | Resultado |
| ---------------------------- | --------- | --------- |
| Campeonato Sudamericano 1947 | Ecuador   | Quinto    |
| Campeonato Sudamericano 1953 | Perú      | Quinto    |
| Campeonato Sudamericano 1957 | Perú      | Cuarto    |
| Campeonato Sudamericano 1959 | Argentina | Cuarto    |

## Clubes

### Como futbolista
| Club             | País | Año         |
| ---------------- | ---- | ----------- |
| Sport Boys       | Perú | 1945 - 1951 |
| Sporting Tabaco  | Perú | 1952 - 1955 |
| Sporting Cristal | Perú | 1956 - 1962 |

### Como entrenador
Fue DT. del cuadro bajopontino en las últimas fechas del torneo Descentralizado luego de la repentina salida de Marcos Calderón el 13 de diciembre de 1974.
| Club             | País | Año  |
| ---------------- | ---- | ---- |
| Sporting Cristal | Perú | 1974 |

## Palmarés
| Título                    | Club             | País | Año  |
| ------------------------- | ---------------- | ---- | ---- |
| Primera División del Perú | Sport Boys       | Perú | 1951 |
| Primera División del Perú | Sporting Cristal | Perú | 1956 |
| Primera División del Perú | Sporting Cristal | Perú | 1961 |